# Štichov
Štichov (en allemand : Stich) est une commune du district de Plzeň-Sud, dans la région de Plzeň, en République tchèque. Sa population s'élevait à 79 habitants en 2017.

## Géographie
Štichov se trouve à 4 km au nord-nord-ouest de Staňkov, à 19 km au nord-est de Domažlice, à 29 km à l'ouest-sud-ouest de Plzeň et à 114 km à l'ouest-sud-ouest de Prague.
La commune est limitée par Všekary au nord, par Kvíčovice à l'est, par Staňkov et Puclice au sud, et par Čečovice à l'ouest.

## Histoire
La première mention écrite de la localité date de 1379
Le 1er janvier 2021, la commune a été séparée du district de Domažlice et réunie au district de Plzeň-Sud.